# Danijjel Herszkowic
Danijjel Herszkowic (hebr.: דניאל הרשקוביץ, ang.: Daniel Hershkowitz, ur. 2 stycznia 1953 w Izraelu) – izraelski matematyk, rabin i polityk, profesor matematyki, w latach 2009–2013 minister nauki i technologii oraz poseł do Knesetu z listy Żydowskiego Domu.

## Życiorys
Urodził się 2 stycznia 1953 w Izraelu.
Służbę wojskową zakończył w stopniu majora. Ukończył studia matematyczne, uzyskał smichę rabinacką. Jest profesorem matematyki.
W wyborach w 2009 został wybrany posłem z listy Żydowskiego Domu. 31 marca wszedł w skład nowo powołanego w drugiego rządu Binjamina Netanjahu jako minister nauki i technologii. Pozostał na stanowisku do końca kadencji. W kolejnych wyborach utracił miejsce w parlamencie.